# Mariamonument (Wyck)
Het Mariamonument, ook wel Mariazuil of monument van de bisschoppen van Maastricht genoemd, is een monument ter ere van de Maagd Maria en vier heilige bisschoppen van Maastricht in het centrum van de Nederlandse stad Maastricht. De erezuil met beeldengroep staat sinds 1952 op het kruispunt van de Stationsstraat en de Wilhelminasingel in het stadsdeel Wyck. Het kunstwerk is een gemeentelijk monument.

## Geschiedenis
De Stationsstraat en de Wilhelminasingel zijn relatief nieuwe straten. Ze werden omstreeks 1880 aangelegd op de gesloopte vestingwerken van Wyck. De Stationsstraat was de voortzetting van de Wycker Brugstraat en was de belangrijkste verbindingsweg tussen de Sint Servaasbrug en het station van Maastricht. De Wilhelminasingel volgde min of meer het tracé van de voormalige Maasarm, die om het stadsdeel Wyck heen liep. Het snijpunt van deze twee elegante stadsboulevards vroeg om een monumentale accentuering.
In 1930 werd ter gelegenheid van de heiligdomsvaart van dat jaar midden op het kruispunt een betegelde fontein gebouwd, die in de volksmond al snel "de badkamer" werd genoemd. Het cement was geschonken door ENCI en de groen geglazuurde tegels door de Wycker tegelhandel Smeets. Twee jaar later werd "de badkamer" alweer gesloopt, waarschijnlijk wegens slecht functioneren, of vanwege het feit dat de Wilhelminasingel in dat jaar een belangrijke verkeersader werd door de openstelling van de Wilhelminabrug. Toch bleef de wens bestaan om op het drukke kruispunt een monument op te richten.
In 1912 en 1947 vonden in Maastricht internationale Mariacongressen plaats, naar het voorbeeld van de Internationale Eucharistische Congressen. Na het congres van 1947 ontstond de wens om in Wyck een Mariamonument op te richten. De locatie nabij het station werd door bisschop Lemmens cruciaal geacht, aangezien bezoekers van de stad erop gewezen moesten worden dat Maastricht een Mariastad was. De locatie op de kruising van de twee hoofdstraten van Wyck zou daarom ideaal zijn.
Het organisatiecomité van het Mariacongres werd in 1948 belast met de uitvoering van de plannen. Voorzitter was kapelaan Tilmans van de Onze-Lieve-Vrouwebasiliek. De opdracht werd gegeven aan de Belgisch-Nederlandse katholieke beeldhouwer Albert Termote (1887-1978). Termote ontwierp een beeldengroep van vier bisschoppen rondom een 9 meter hoge zuil met daarop een beeld van Maria met kindje Jezus. Het duurde vier jaar voordat het monument geplaatst kon worden. De totale kosten bedroegen 76.250 gulden, 18.000 meer dan oorspronkelijk begroot. Het omleggen van de waterleiding en straatverlichting, en het verwijderen van verkeerszuiltjes kwam voor rekening van de gemeente. De schroothandelaar H.E. Dotremont (analfabeet en miljonair) schonk het brons voor de beelden.
Op 26 oktober 1952 werd het monument plechtig ingezegend door hulpbisschop Hanssen van Roermond, in tegenwoordigheid van honderden belangstellenden, waaronder diverse kerkelijke en wereldlijke autoriteiten. De plechtigheid werd voorafgegaan door een processie met het genadebeeld van de Sterre der Zee vanaf het stadhuis van Maastricht. Een van de dragers van het beeld was wethouder Baeten. Burgemeester Michiels van Kessenich hield een toespraak. De gebeurtenis toonde de nauwe verwevenheid van kerkelijk leven en openbaar bestuur in het Maastricht van de jaren vijftig.
Twee van de bisschopsbeelden, Lambertus en Hubertus, werden pas een jaar na de inzegening geplaatst. In 1957 werden kleine aanpassingen aan het monument uitgevoerd. De ruime opstelling van het monument, met een groot gazon eromheen, waarop vier paden met trappen, geplaveid met Maaskeien, naar een verhoogd pleintje met de beeldengroep leidde, moest al vrij snel worden opgegeven door de ruimte die het immer toenemende verkeer opeiste. In 1959 wilde men het monument in zijn geheel verplaatsen naar de Hoogbrugstraat. Dat gebeurde niet; wel verdween in 1961-62 het pleintje rondom het beeld in verband met een andere rijbaanindeling van de Wilhelminasingel. De laatste aanpassing aan de sokkel vond plaats in 2009.

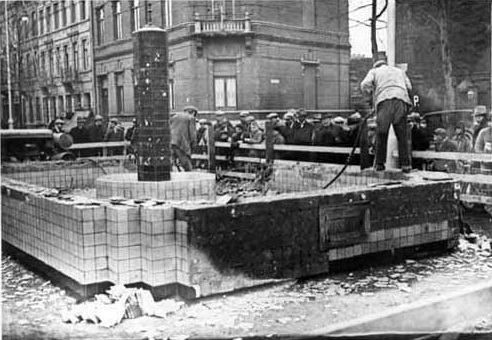
Sloop van de "badkuip"
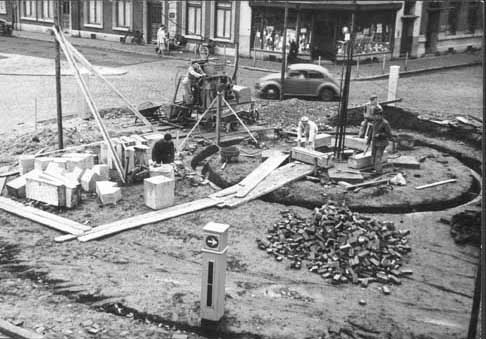
Constructie van het voetstuk
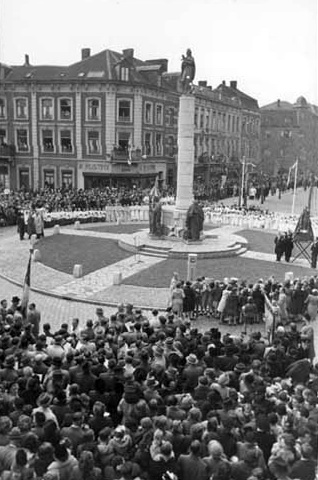
Inwijdingsplechtigheid
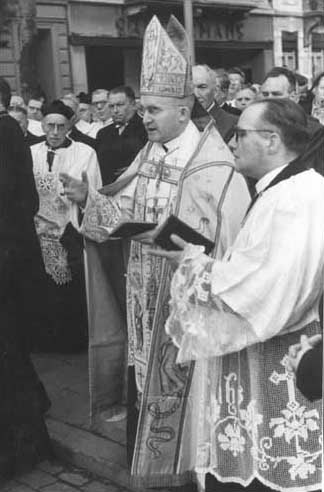
Inzegening door mgr. Hanssen

## Beschrijving
Het ontwerp van Albert Termote is ongeveer 14 m hoog en bestaat uit een vierkant voetstuk met daarop een 9 m hoge zuil van Franse Vaurionkalksteen, die bekroond wordt door een 285 cm hoog bronzen beeld van Maria, staande op de maansikkel en met het kindje Jezus op haar arm. Op de zuil is een Latijnse tekst aangebracht: Civitas Trajectum, Civitas Marianum, vertaald: "Stad van Tricht, Stad van Maria". Tegen de hoeken van het voetstuk zijn 275 cm hoge bronzen beelden van bisschoppen geplaatst. Dit zijn de vier bekendste van de deels legendarische 21 heilige bisschoppen van Maastricht: Servatius, Monulfus, Lambertus en Hubertus. De namen van de bisschoppen staan op de lage sokkels, waarop ze zijn geplaatst. Ze zijn tevens herkenbaar aan hun kleding en attributen. De plaatsing van de vier bisschoppen rondom een verhoogd middenplateau heeft geleid tot de bijnaam "kaart-" of "toeptafel".

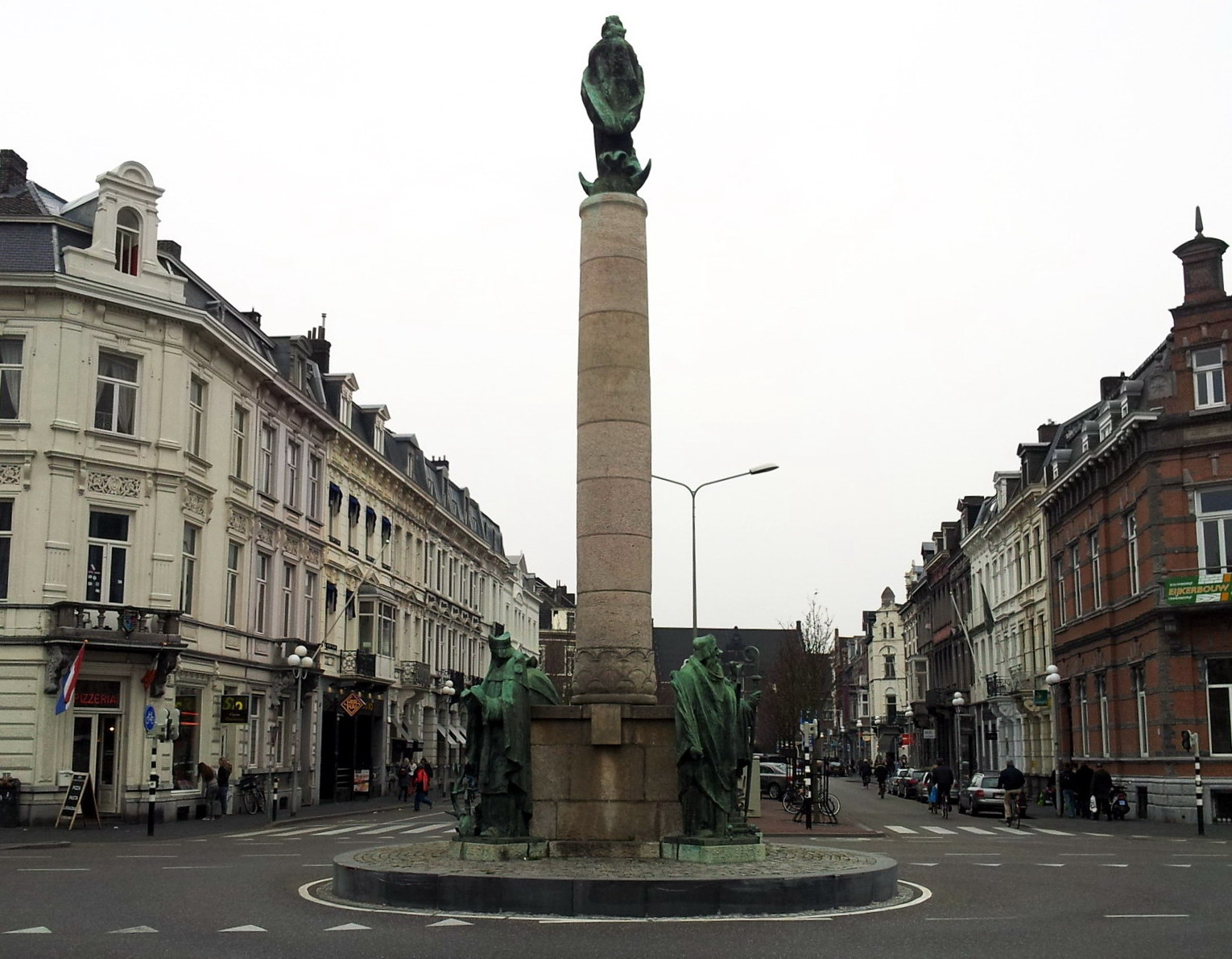
Het monument in de as van de Stationsstraat
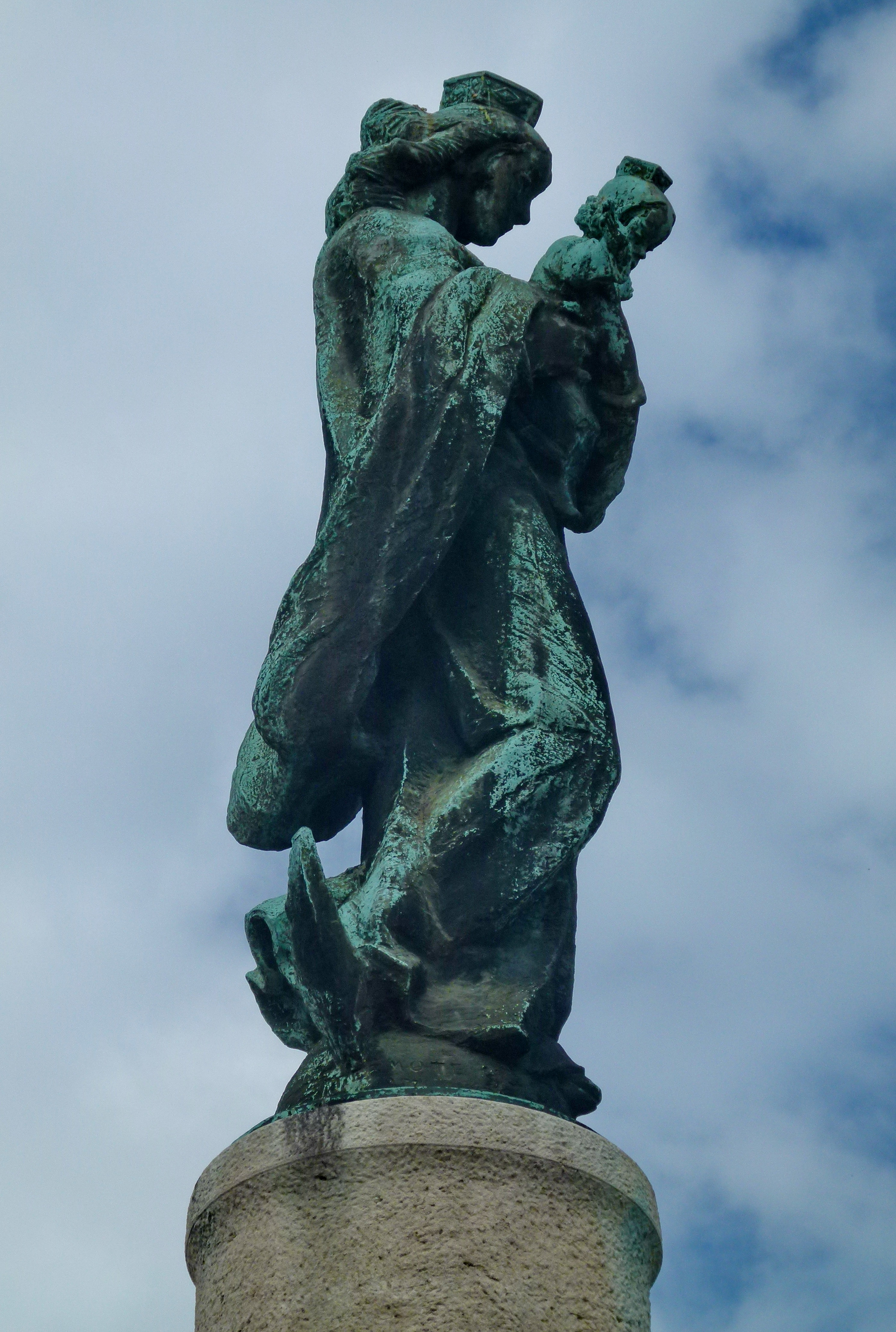
Maria op de maansikkel met kindje Jezus
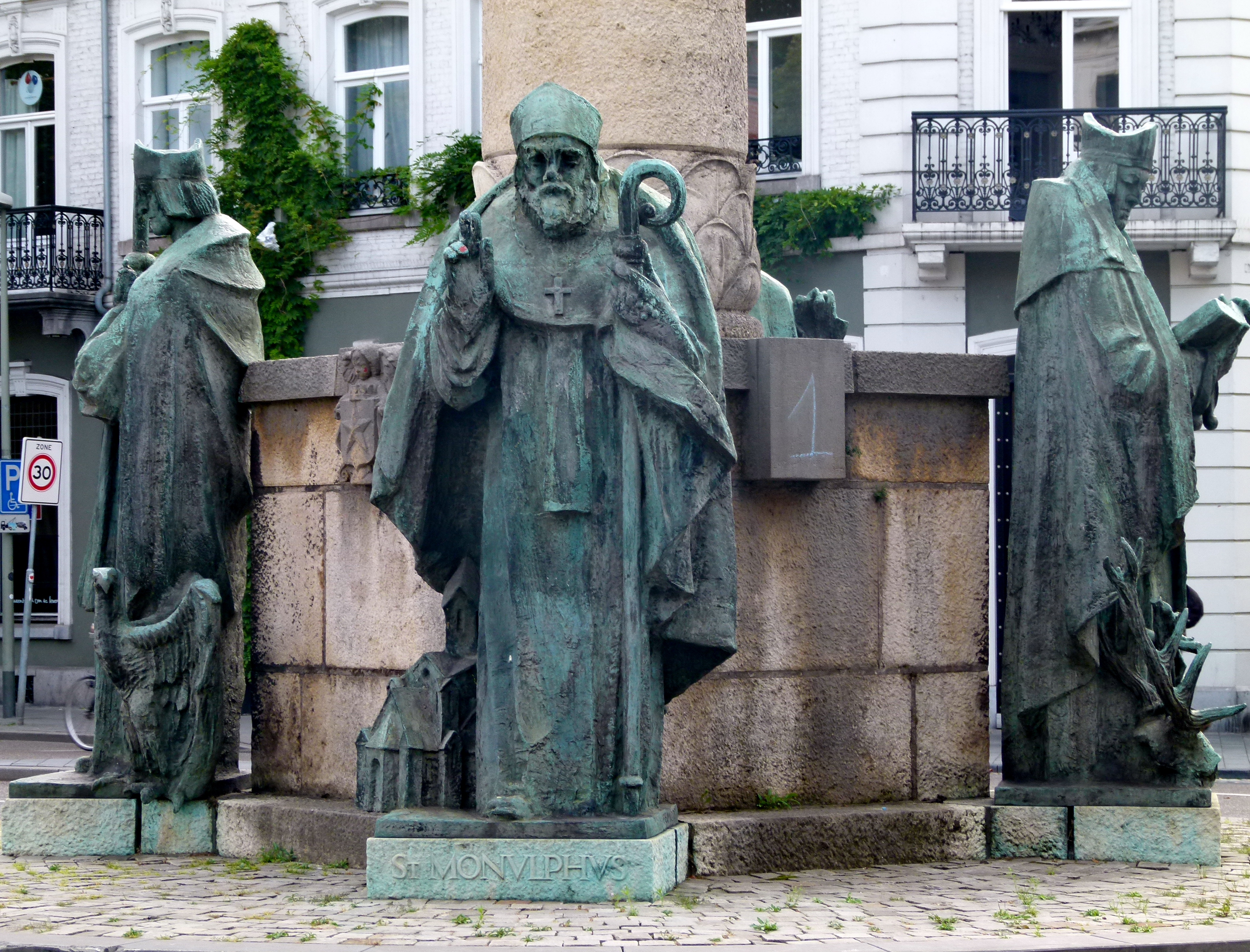
Drie bisschoppen: Servatius, Monulfus en Hubertus
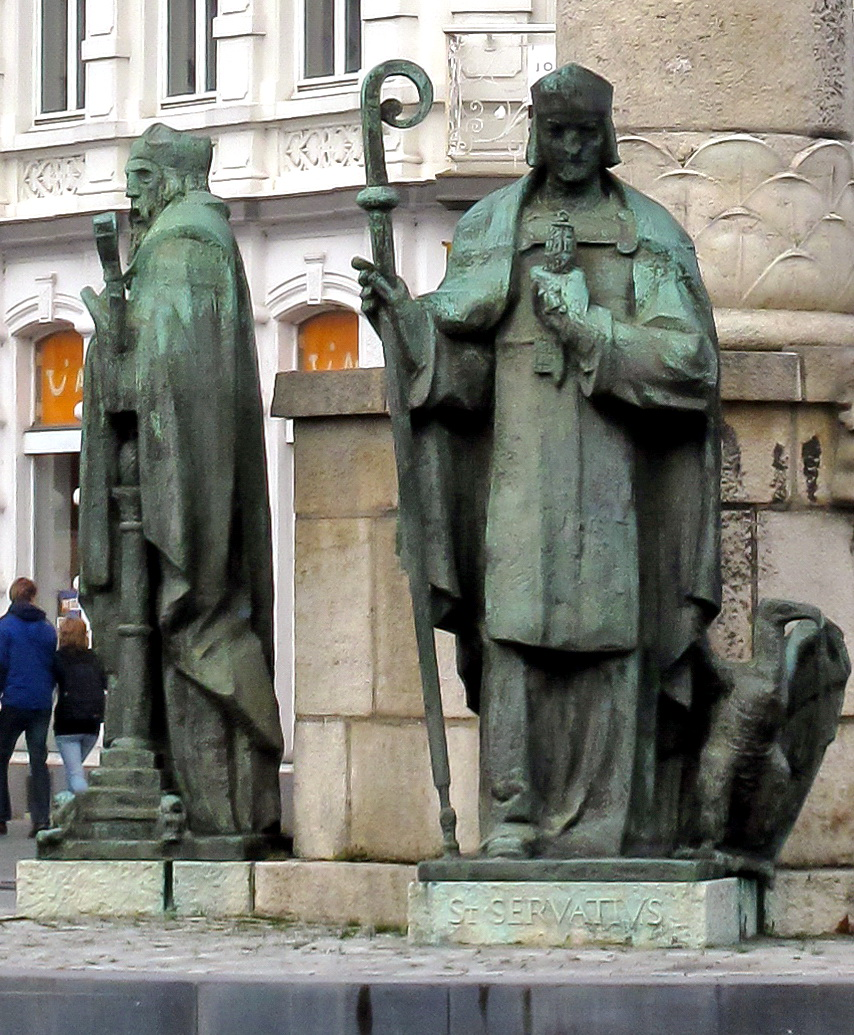
Lambertus en Servatius met attributen